# Walter Laqueur
Walter Ze'ev Laqueur, född 26 maj 1921 i Breslau, Tyskland (nuvarande Wrocław, Polen), död 30 september 2018 i Washington, D.C., var en amerikansk historiker med tysk-judisk bakgrund. Han gjorde sig känd som författare till en rad olika politiska skrifter.
Vid 17 års ålder emigrerade Laqueur 1938 till det brittiska Palestinamandatet, medan föräldrarna blev kvar i Tyskland och gick under i Förintelsen. Laqueur blev kvar i Palestina (Västbanken)/Israel till 1953, när han emigrerade vidare först till Storbritannien och sedan USA.
Laqueur innehade en rad anställningar som akademiker, och krönte sin karriär med professurer vid Brandeis University 1968-1972 (idéhistoria) och Georgetown University 1976-1988. Hans forskning var främst inriktad på europeisk 1800- och 1900-talshistoria, men han har även varit en föregångsman inom forskningsfälten gerillakrigföring, politiskt våld och terrorism.

## Författarskap
I sin sista utkomna bok The last days of Europe. Epitaph for an old continent diskuterade Laqueur Europas nedgång. I bokens inledning beskrivs världsdelen som ett museum över sin egen uppgång och fall. 
Boken A terrible secret (1980) är en undersökning av varför rapporterna om det nazistiska folkmordet på judar under andra världskriget under lång tid inte vann tilltro, och det inte bara av de allierade regeringarna utan också av judarna och de judiska organisationerna.